# Vlastimil Picek

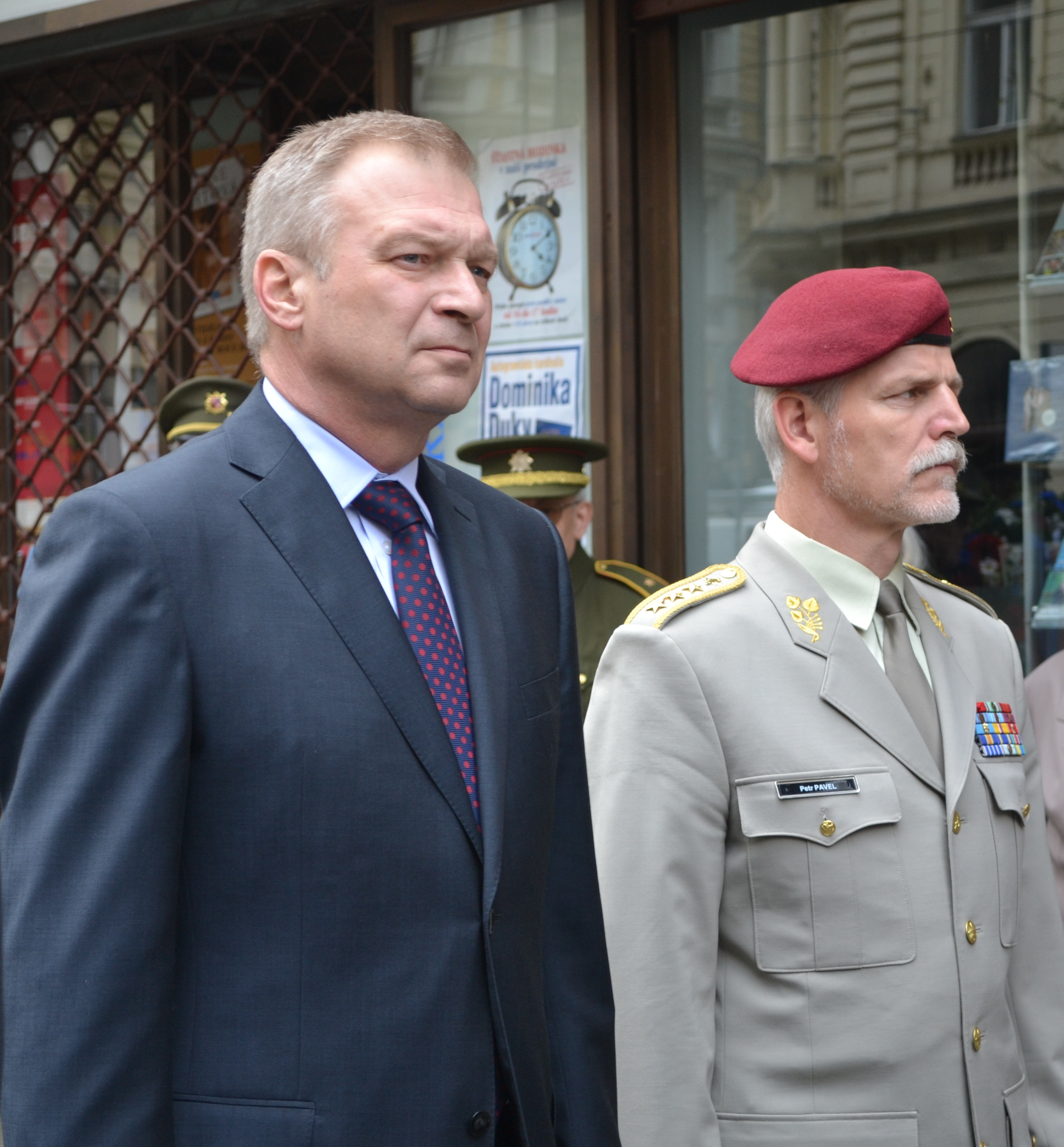
Vlastimil Picek (links) zusammen mit seinem Nachfolger im Amt des Generalstabschef Petr Pavel (rechts)

Vlastimil Picek (* 25. Oktober 1956 in Turnov) ist ein tschechischer Offizier im Range eines Generals. Am 28. Oktober 2009 wurde er zum Chef des Generalstabs der Streitkräfte der Tschechischen Republik ernannt. Von März 2013 bis Januar 2014 war er Verteidigungsminister der Tschechischen Republik.

## Leben
Picek besuchte die Universität für Verteidigung in Vyškov (Vysoká vojenská škola pozemního vojska ve Vyškově), die er 1981 abschloss. Im Jahr 1993 begann er ein Postgraduiertenstudium an der Tschechischen Technischen Universität Prag. 
Der in Turnov geborene Picek ist aktuell parteilos, war aber von 1977 bis 1990, nach eigenen Angaben aus Karrieregründen, Mitglied der KSČ.
Er ist geschieden und Vater von zwei Söhnen.

### Militärische Laufbahn
Mit dem Beginn seines Postgraduiertenstudiums erfolgte seine Ernennung zum Chef der Fernmeldetruppe des Kommandos IV. Luftverteidigungskorps in Stará Boleslav, bevor er ein Jahr später Dezernatsleiter in der Stabsabteilung Fernmeldewesen im Generalstab wurde. Von 1996 bis 2001 war er Chef der Fernmeldegruppe im Generalstabs sowie Stabsabteilungsleiter operativ-taktische Führungssysteme und Hauptabteilungsleiter Führung im Generalstab. 
Nach mehreren Jahren Tätigkeit als Direktor Sicherheit im Verteidigungsministerium und Leiter der Militärkanzlei des Präsidenten wurde er 2009 zum Chef des Generalstabs der Streitkräfte der Tschechischen Republik berufen. Im Oktober 2011 gab Picek bekannt, dass er im kommenden Jahr aus dem Dienst ausscheiden werde. Am 1. Juli 2012 wurde Petr Pavel zu seinem Nachfolger als Chef des Generalstabs ernannt. 

### Politische Laufbahn
Nachdem er einige Zeit unter Alexandr Vondra als Vizeverteidigungsminister amtierte, wurde er im Dezember 2012 von der damals neu ernannten Verteidigungsministerin Karolína Peake aus dem Amt entlassen. Dieser Schritt führte dazu, dass Ministerpräsident Petr Nečas wiederum Peake nach nur acht Tagen im Amt wieder absetzte, selbst vorübergehend als Verteidigungsminister amtierte und Picek wiederum als Stellvertreter einsetzte. Gegen den Willen der Anführerin der Koalitionspartei LIDEM, Karolína Peake, wurde Picek auf Bitten von Premier Nečas am 19. März 2013 durch Staatspräsident Miloš Zeman zum neuen Verteidigungsminister der Tschechischen Republik ernannt. Als einziger amtierender Minister blieb Picek auch nach dem Rücktritt Nečas' am 17. Juni 2013 in der nachfolgenden Übergangsregierung von Jiří Rusnok im Amt, wurde aber Anfang 2014 mit Amtsantritt der Regierung Sobotka nach den vorgezogenen Parlamentswahlen von Martin Stropnický im Amts des Verteidigungsministers abgelöst.
Bei den Kommunalwahlen im Oktober 2014 wurde Picek für eine lokale Wählergruppe in die Vertreterversammlung der Doppelstadt Brandýs nad Labem-Stará Boleslav gewählt und wurde anschließend von den Stadtvertretern zum Bürgermeister der Stadt gewählt. 